# Neoplocaederus fucatus
Neoplocaederus fucatus là một loài bọ cánh cứng trong họ Cerambycidae.